# Robert Bintz
Robert Bintz (* 16. Februar 1930 in Mamer; † 4. September 2022) war ein luxemburgischer Radsportler und luxemburgischer Meister im Radsport. Später war er als Funktionär im Radsport tätig.

## Sportliche Laufbahn
Robert „Roby“ Bintz war bereits als Jugendfahrer und Junior vor allem durch seine Endschnelligkeit sehr erfolgreich. Er begann 1944 mit dem Radsport. In der Klasse der Cadets (Anfänger) erreichte er 1946 zehn Siege. 1947 waren es sieben Siege, darunter der Landesmeistertitel Luxemburgs. Er startete für den Verein UC Dippach. Nach seinem Wechsel zu den Amateuren gewann er die Landesmeisterschaft in drei aufeinander folgenden Jahren, von 1948 bis 1950. Mit 18 Jahren nahm er an den Olympischen Sommerspielen in London teil, schied jedoch im Einzelrennen aus. Luxemburg kam nicht in die Mannschaftswertung.
1949 gewann er zudem die erste Austragung des bekannten Etappenrennens Fleche du Sud und wurde Zweiter der Luxemburg-Rundfahrt für Amateure. 1950 erzielte er einen Etappensieg bei der Rundfahrt durch Kroatien und Slowenien, der ihn veranlasste, einen Vertrag als Berufsfahrer beim französischen Team Alcyon-Dunlop zu unterschreiben, wo auch Briek Schotte fuhr. 1951 wurde er nach einem Etappensieg in der heimischen Landesrundfahrt für die Tour de France nominiert. Dort schied er allerdings nach der 11. Etappe aus. Auch 1952 musste er, diesmal nach einem Sturz und Armbruch die Tour aufgeben. 1952 konnte er zwei Etappen der Deutschland-Rundfahrt für sich entscheiden. Bei der in seiner Heimat ausgetragenen UCI-Straßen-Weltmeisterschaft belegte er den 10. Rang, 1950 war er bei den Amateuren Achter geworden. Insgesamt erreichte er vier Siege als Berufsfahrer.
Bintz war auch als Bahnfahrer aktiv. 1950 gewann er die Landesmeistertitel der Amateure im Sprint und in der Einerverfolgung. 1953 und 1954 gelangen ihm, auch bedingt durch gesundheitliche Probleme, keine vorderen Platzierungen mehr. Er beendete nach der Luxemburg-Rundfahrt 1954 seine aktive Laufbahn.

## Berufliches
Bintz blieb dem Radsport zunächst als Betreuer, dann als technischer Direktor des Luxemburger Verbandes (FSCL) von 1964 bis 1969 verbunden. Danach arbeitete er als Kraftfahrer einer Molkerei.

## Familiäres
Sein Sohn Daniel Bintz war ebenfalls Radsportler und startete für den Verein L.C. Tétange. 1997 wurde dieser in Cessingen Landesmeister.